# Framtidspartiet
Framtidspartiet (Framt) var ett lokalt politiskt parti registrerat för val i Tingsryds kommun. 

## Historik
Framtidspartiet grundades 1997 av Caj B Nylund. Han registrerade partiet den 2 mars 1998. Partiet uppmärksammades även mycket av medierna. Vid kommunalvalet 1998 fick partiet två mandat i Tingsryds kommunfullmäktige.
Nylund var stridbar. I mars 1997 gjorde han en polisanmälan mot dåvarande statsminister Göran Persson för ”vårdslös hantering av allmänna medel” och ”spridande av falsk propaganda.”
Caj B Nylund avled våren 2005 och efterträddes av Ulf Nygren.
I kommunalvalet 2006 hade en valteknisk samverkan med den borgerliga Alliansen. Framtidspartiet fick 275 röster (2,79 %) och ett mandat. Genom samverkan fick partiet en plats i kultur- och fritidsnämnden.
År 2010 lades partiet ned inför kommunalvalet samma år. Den valtekniska samverkan med Alliansen hade tidigare lagts ned, det var även få aktiva medlemmar i partiet. Partiledaren Nygren gick själv med i Miljöpartiet och var nr 6 på partilistan i valet.
Partiets logotyp var en stående gul solros.

## Politik
Några av partiets målsättningar var:
- "Behovspröva barnbidraget. Sänkt skatt för dom som vill vara hemma och ta hand om sina barn."

- "Stat, landsting och kommun bör i möjligaste mån använda svenska varor, helst lokala varor och tjänster."

- "Avskaffa fallskärmar för chefer i offentlig tjänst."

- "Begränsa offentliga topplöner."

- "Begränsa politikernas resor och kostnader."

- "Landstinget ska på sikt avskaffas."

- "Ingen moms på skatten."

- "Fastighetsskatten skall slopas."

- "Slopa skatten för ideella föreningar."

## Valresultat
| År   | Röster | %    | Mandat  |
| ---- | ------ | ---- | ------- |
| 1998 | 350    | 4,28 | 2 av 49 |
| 2002 | 420    | 5,38 | 3 av 49 |
| 2006 | 215    | 2,79 | 1 av 41 |